# Hüttenermühle
Hüttenermühle ist ein Ort der Gemeinde Marienheide im Oberbergischen Kreis in Nordrhein-Westfalen.

## Lage und Beschreibung
Hüttenermühle liegt im Süden von Marienheide im Tal der Leppe. Nachbarorte sind Jedinghagen, Hütte, Untererlinghagen und der zu Gummersbach gehörende Ort Wegescheid.

## Geschichte
In der Preußischen Uraufnahme des Jahres 1840 ist am Standort von Hüttenermühle ein Mühlensymbol verzeichnet. Diese, dem Ort namensgebende Mühle war eine Öl- und Getreidemühle mit Drechslerei an der Leppe. Erhalten von der vermutlich sehr alten Mahlmühle ist das Gebäude ohne die wassertechnische Einrichtungen.
In den Jahren 1897 bis 1949 führte an Hüttenermühle die Strecke der meterspurigen Kleinbahn von Engelskirchen nach Marienheide vorbei.

## Busverbindungen
Über die im Nachbarort Hütte befindliche Haltestelle der Linien 308 und 399 (VRS/OVAG) ist Hüttenermühle an den öffentlichen Personennahverkehr angebunden.